# نوكيا X3-00
نوكيا X3-00 (يعرف أيضاً باسم نوكيا X3)، (بالإنجليزية: Nokia X3-00)‏ هو هاتف محمول للوسائط المتعددة من إنتاج نوكيا. يأتي مع مكبرات صوت استريو عريضة وراديو إف إم مدمج مع نظام بيانات الراديو (RDS)، ومقبس صوت مقاس 3.5 ملم ومشغل وسائط وكاميرا بدقة 3.2 ميجا بكسل. يعمل الهاتف ضمن منصة برمجيات سيرياس 40. تم الإعلان عنه في سبتمبر 2009 وتم إصداره في ديسمبر 2009 لجميع أنحاء العالم.
تشمل الأغلفة المتوفرة الأحمر على الأسود والأزرق على الفضي والوردي على الفضة.
اعتبره المراجعون في الغالب منافسًا لهاتف Sony Ericsson W395، وهو هاتف آخر مخصص للموسيقى.

## المواصفات

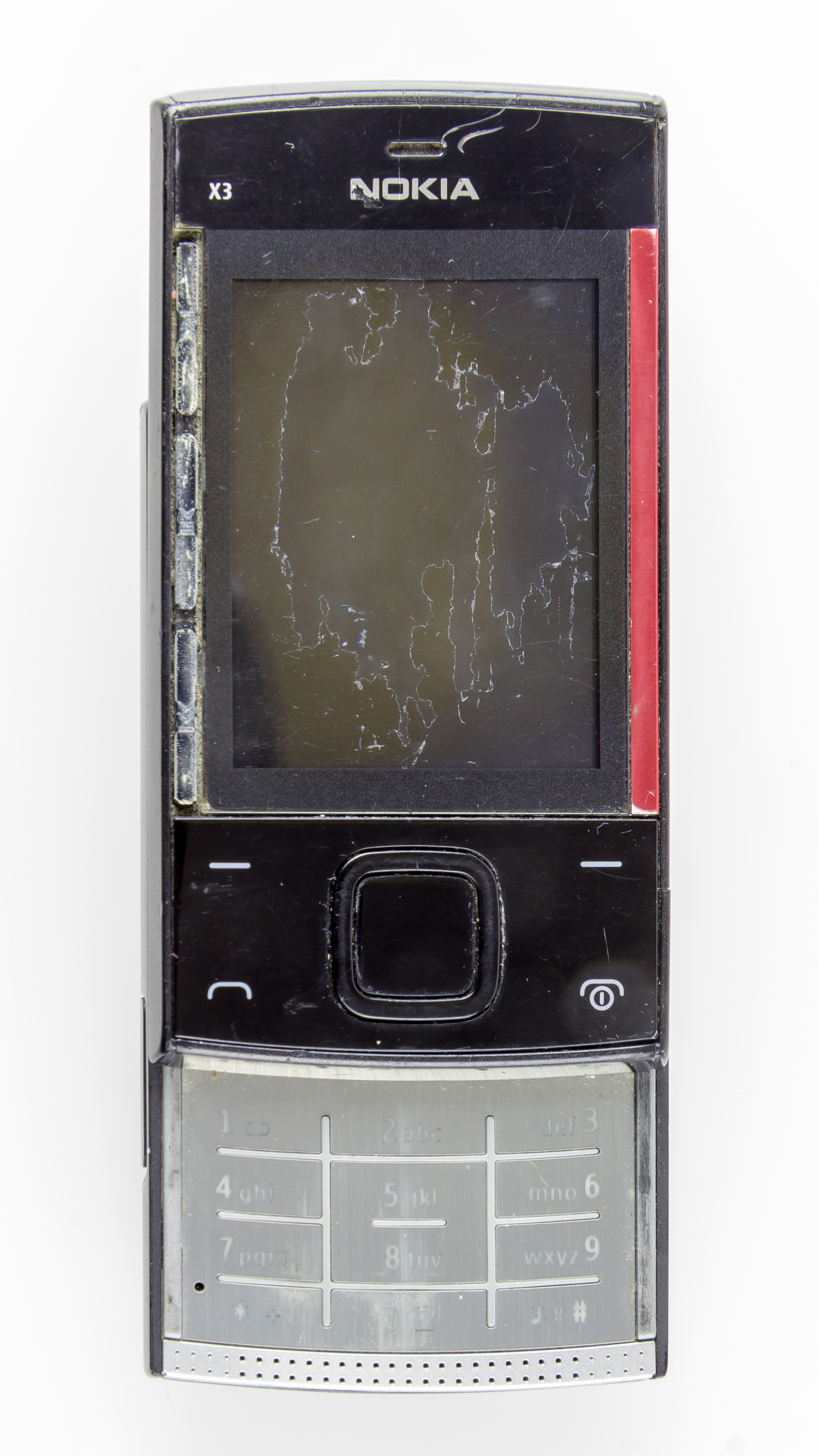
الشكل الأمامي لهاتف نوكيا X3-00، لوحة مفاتيح مفتوحة

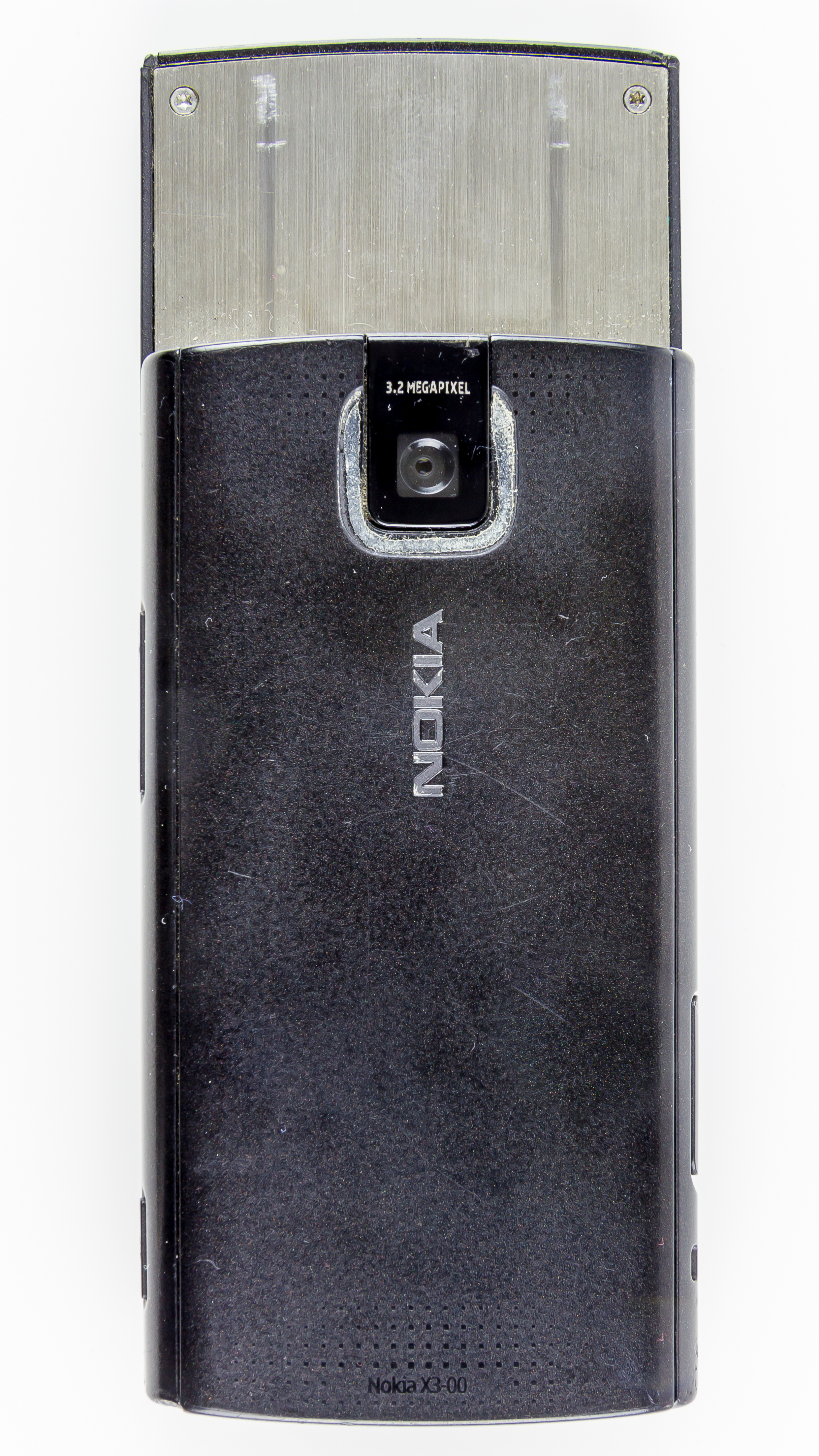
الشكل الخلفي لهاتف نوكيا X3-00، لوحة مفاتيح مفتوحة.

| معلومات عامة     | - شبكة 2G: جي إس إم 850 / 900 / 1800 / 1900 - تاريخ الإعلان: سبتمبر 2009 - الحالة: متوقف، صدر في ديسمبر 2009 |
| الحجم            | - الأبعاد: {\displaystyle 96\times 49.3\times 14.1mm} (65.8 سم3) - الوزن: 103 غرام |
| الشاشة والعرض    | - النوع: TFT، ألوان 256K - القياس: {\displaystyle 240\times 320} بكسل، 2.2 بوصة |
| الصوت            | - أنواع التنبيهات: اهتزاز؛ نغمات متعددة الألحان قابلة للتنزيل، نغمات إم بي 3 - مكبر الصوت: نعم، مع مكبرات صوت ستريو - موصل صوت 3.5 مم: نعم، مع مفاتيح مخصصة للموسيقى |
| التخزين والذاكرة | - دليل جهات الاتصال: 2000 جهة اتصال كحد أقصى، مع صور جهة الاتصال - سجل المكالمات: 20 مكالمة صادرة، 20 مكالمة واردة، 20 مكالمة فائتة - الذاكرة الداخلية: 46 ميغابايت - منفذ الذاكرة: ذاكرة ميكرو إس دي، تصل إلى 16 غيغابايت، تشمل 2 غيغابايت                                                         |
| البيانات         | - جي بي آر إس: فئة 32 - إي دي جي إي: فئة 32، 296 / 178.8 كيلوبت في الثانية - بلوتوث: نعم، إصدار 2.1 مع A2DP - يو إس بي: نعم، ميكرو يو إس بي - واي فاي: لا يوجد |
| الكاميرا         | - الأساسية: 3.2 ميغابكسل، 2048x1536 بكسل، مع تركيز ثابت محسن - فيديو: نعم، QCIF@15fps |
| المميزات         | - الرسائل: خدمة الرسالة القصيرة (عرض مترابط)، خدمة رسائل الوسائط المتعددة، إيميل - المتصفح: بروتوكول التطبيقات اللاسلكية/xHTML، لغة توصيف النص الفائق - الراديو: راديو ستيريو إف إم، مع RDS، هوائي مدمج - الألعاب: نعم، قابلة للتنزيل - الألوان: أحمر على أسود، أزرق على فضي - جافا: نعم، MIDP 2.1. |
| البطارية         | - البطارية: بطارية قياسية، بطارية أيون الليثيوم 860، أمبير-ساعة (BL-4CT) - الاستعداد: حتى 380 ساعة - وقت الاتصال: 7 ساعات و30 دقيقة - تشغيل الموسيقى: حتى 26 ساعة. |
| المحتويات        | محتويات صندوق هاتف نوكيا X3-00 عند الشراء ومكونات الهاتف: - وحدة الهاتف نوكيا X3-00 - شاحن - كابل مايكرو يو إس بي - سماعة 3.5 ملم - بطارية قياسية (BL-4CT) - دليل المستخدم - كتيبات ومنشورات نوكيا - بطاقة ذاكرة ميكرو إس دي (2 غيغابايت)                                                           |

## معرض صور

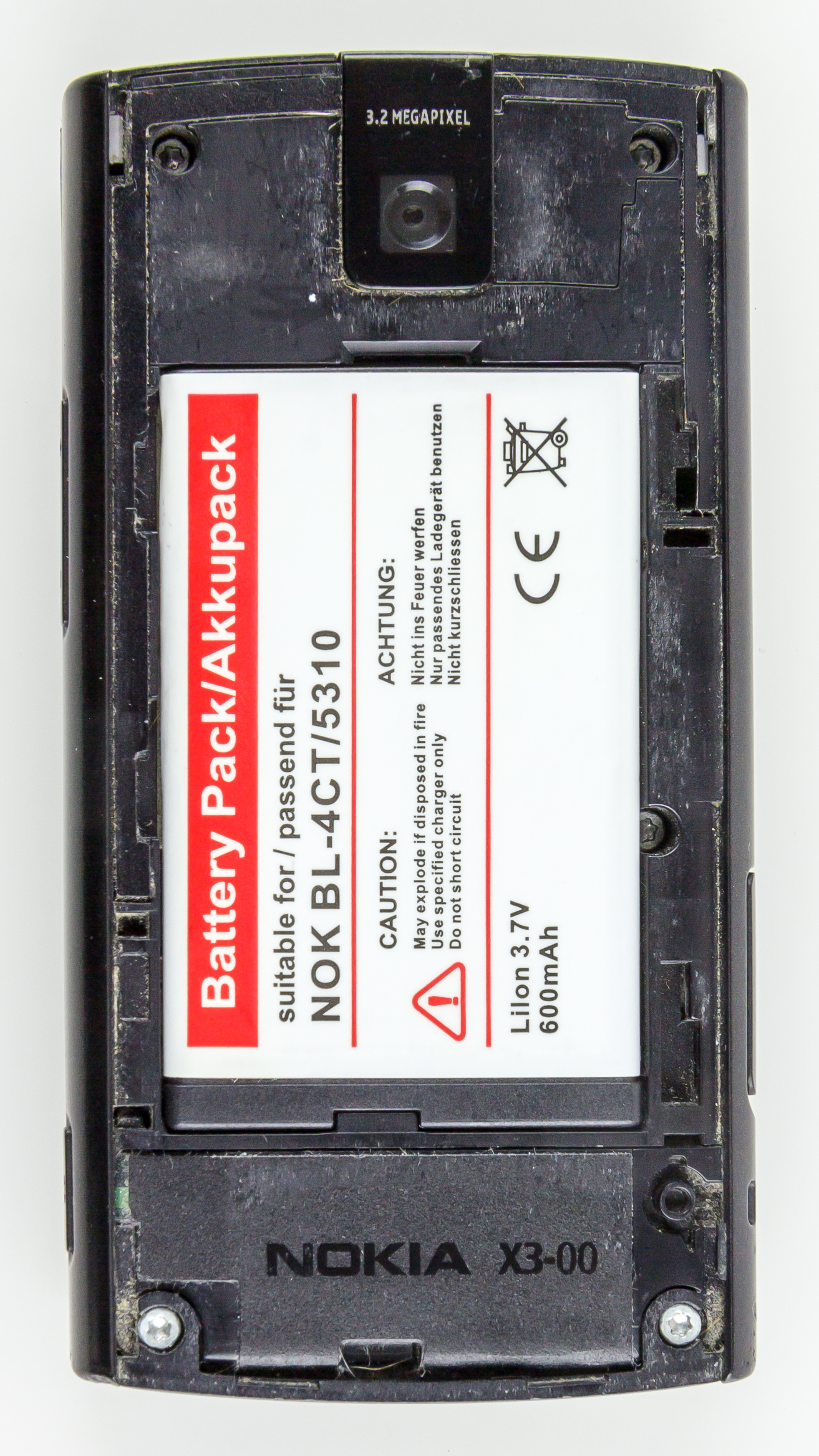
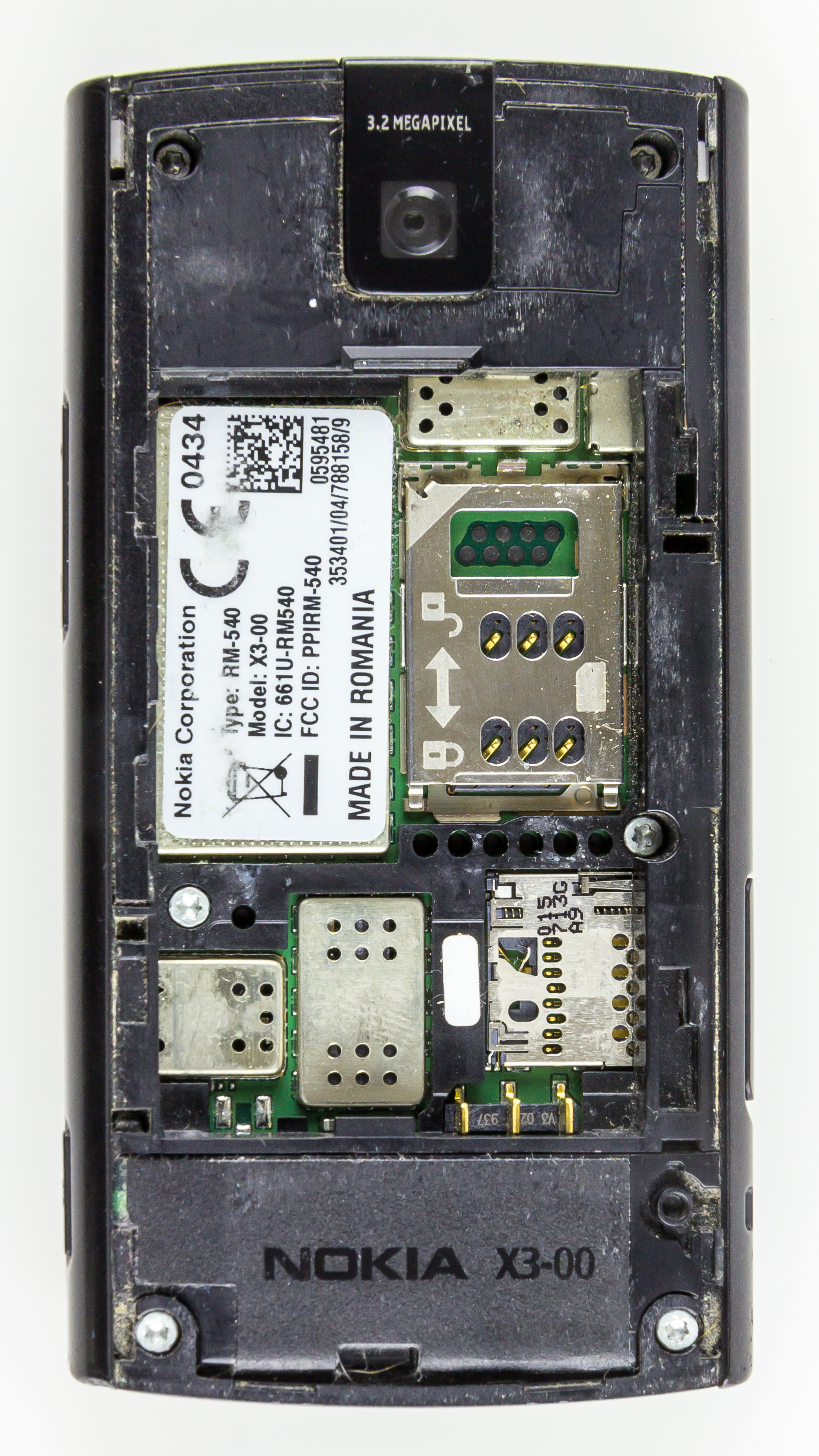
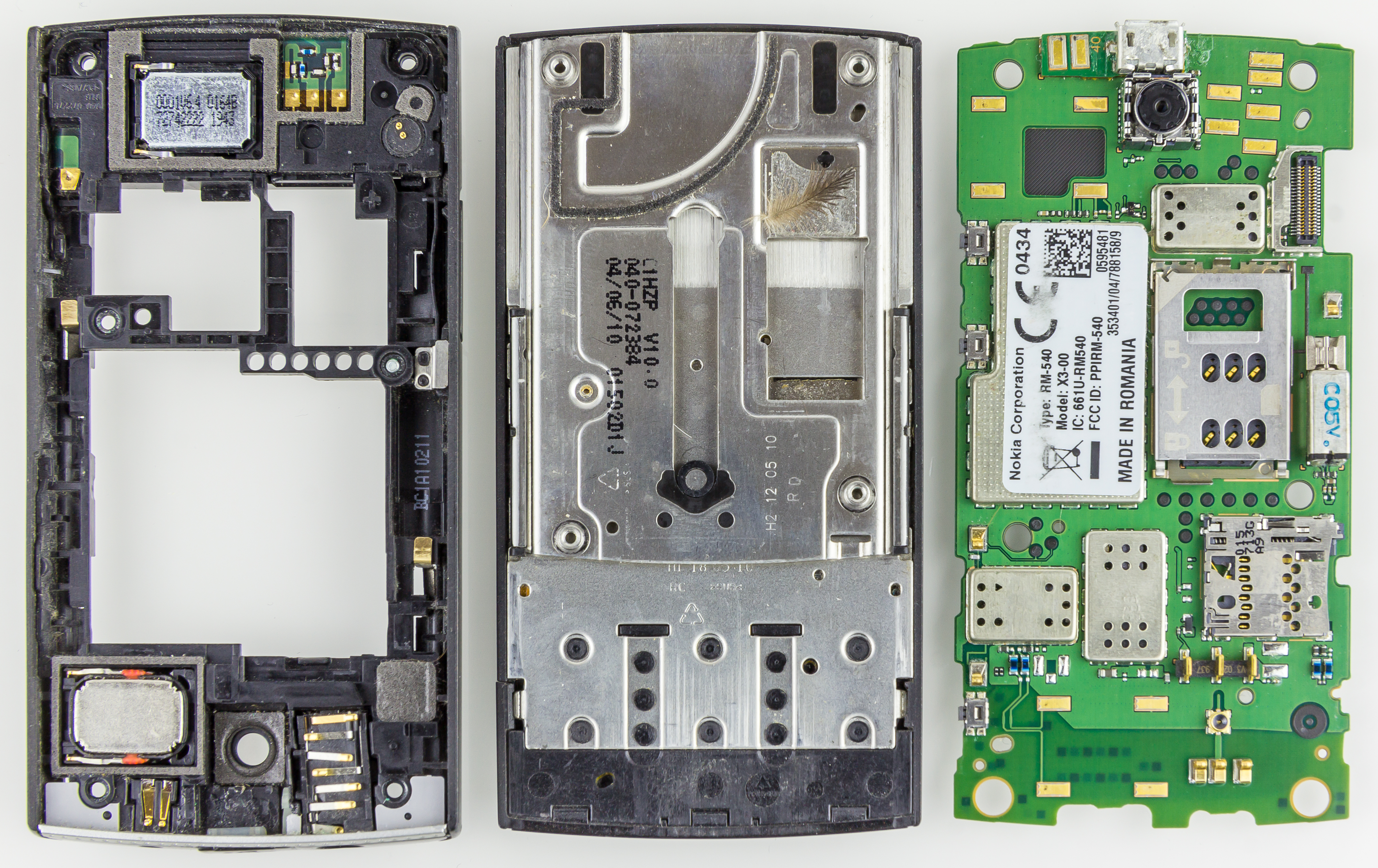
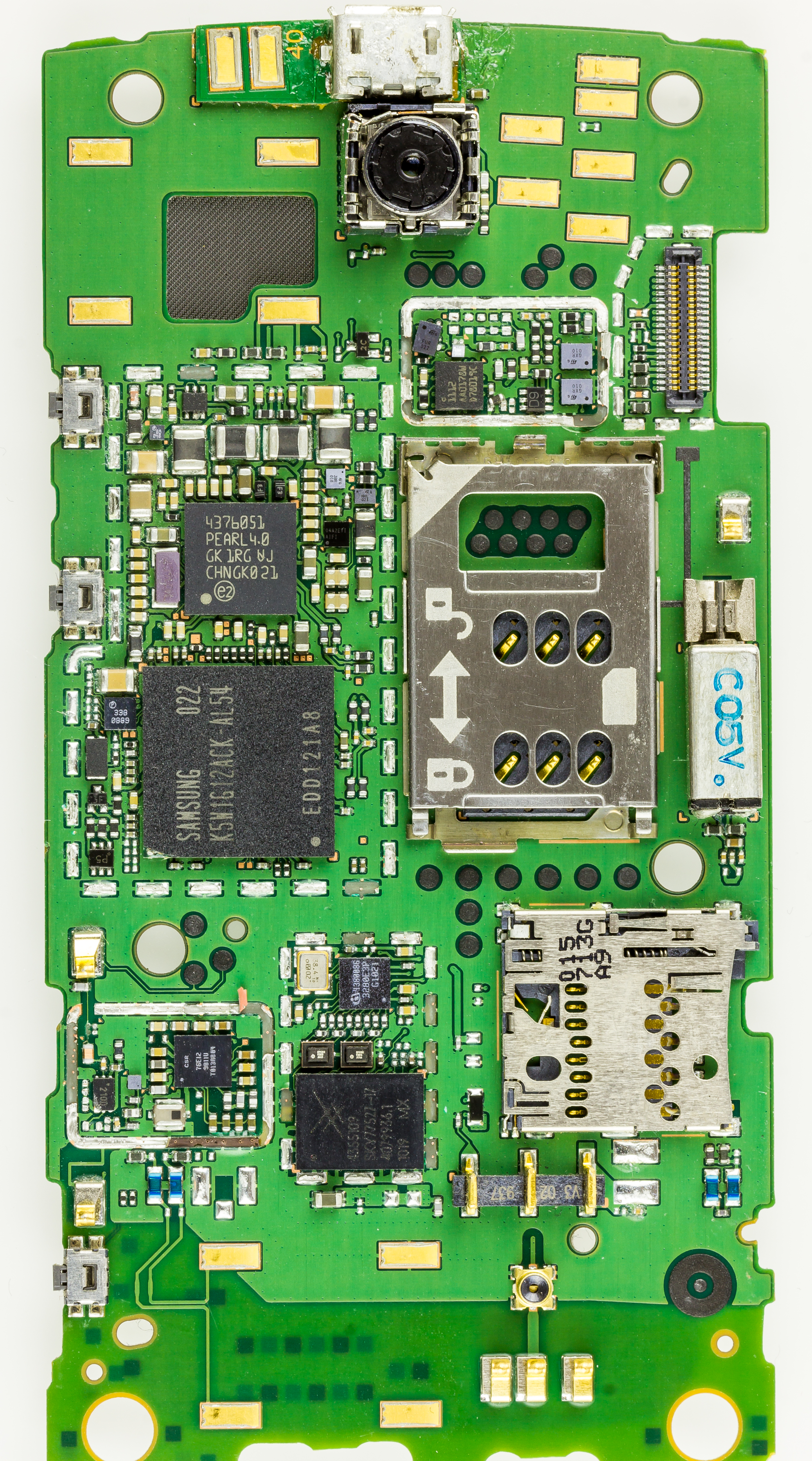
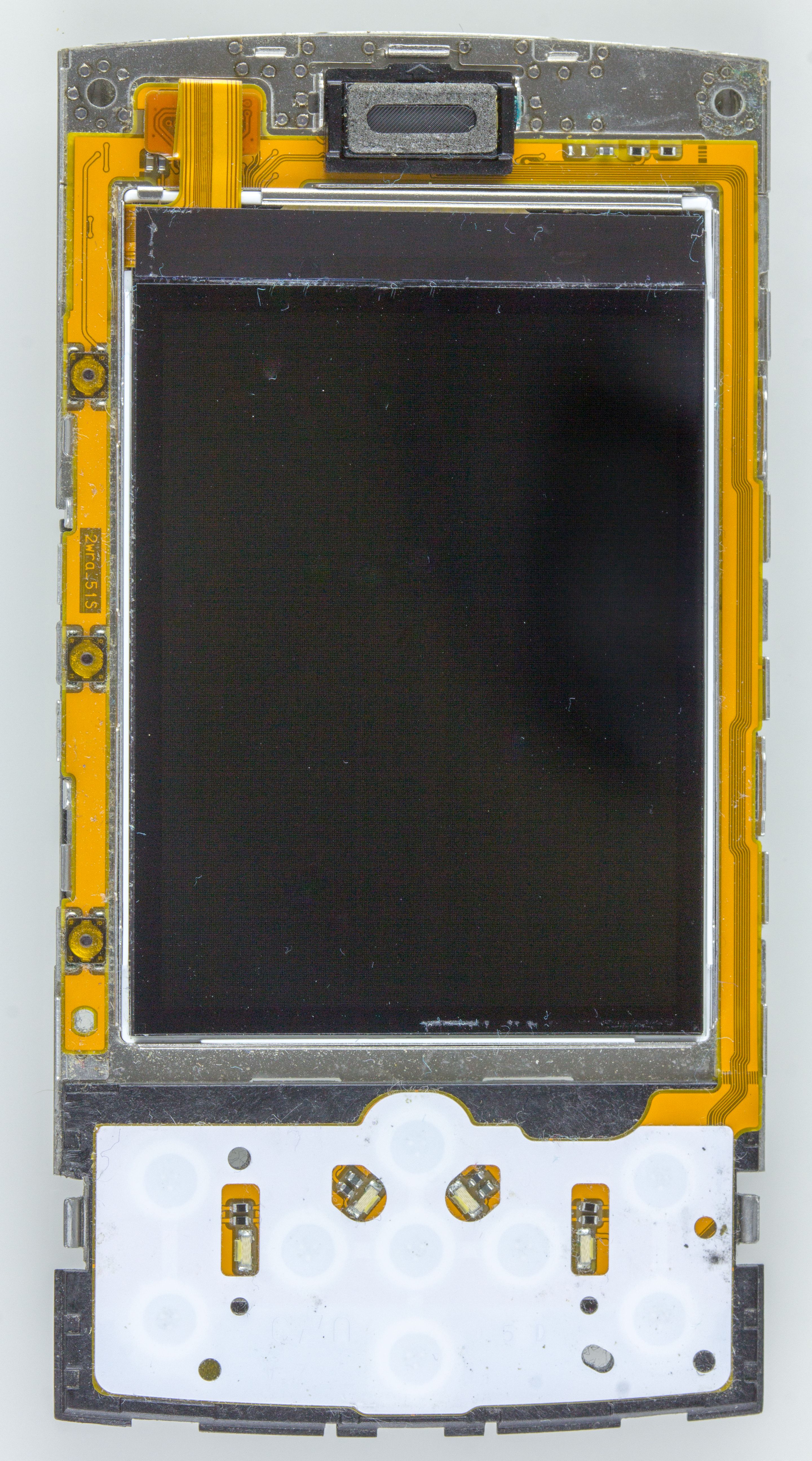
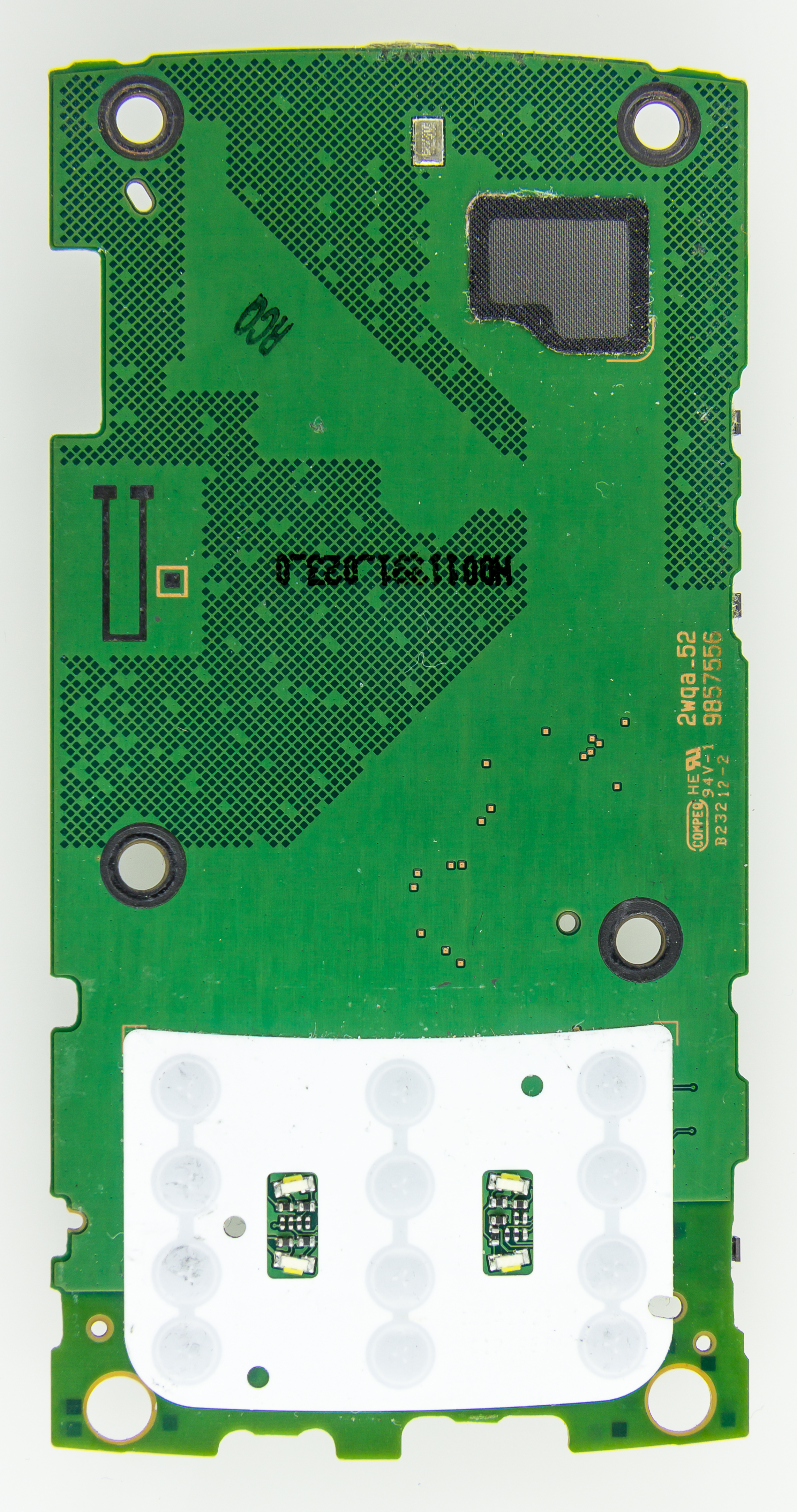
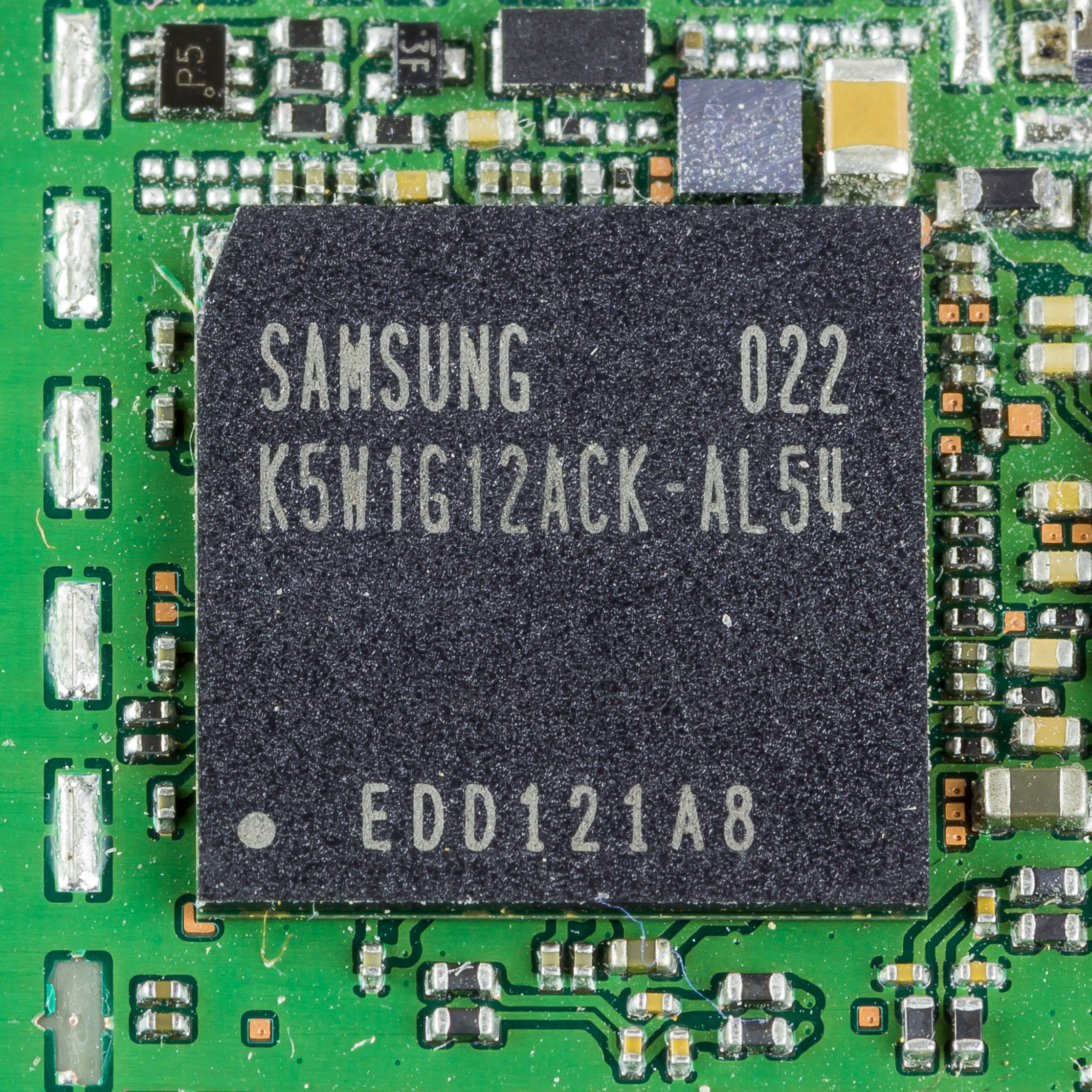
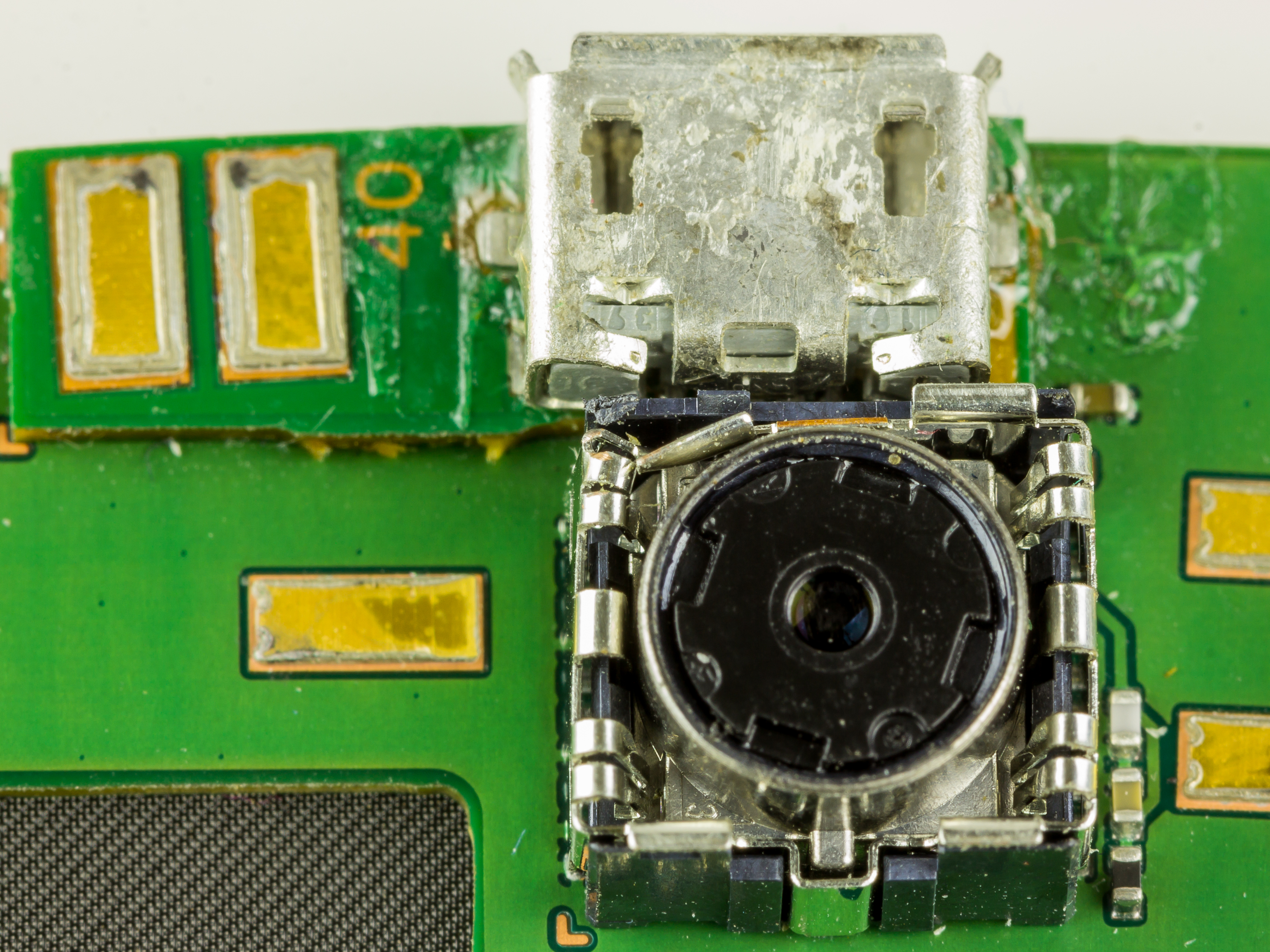
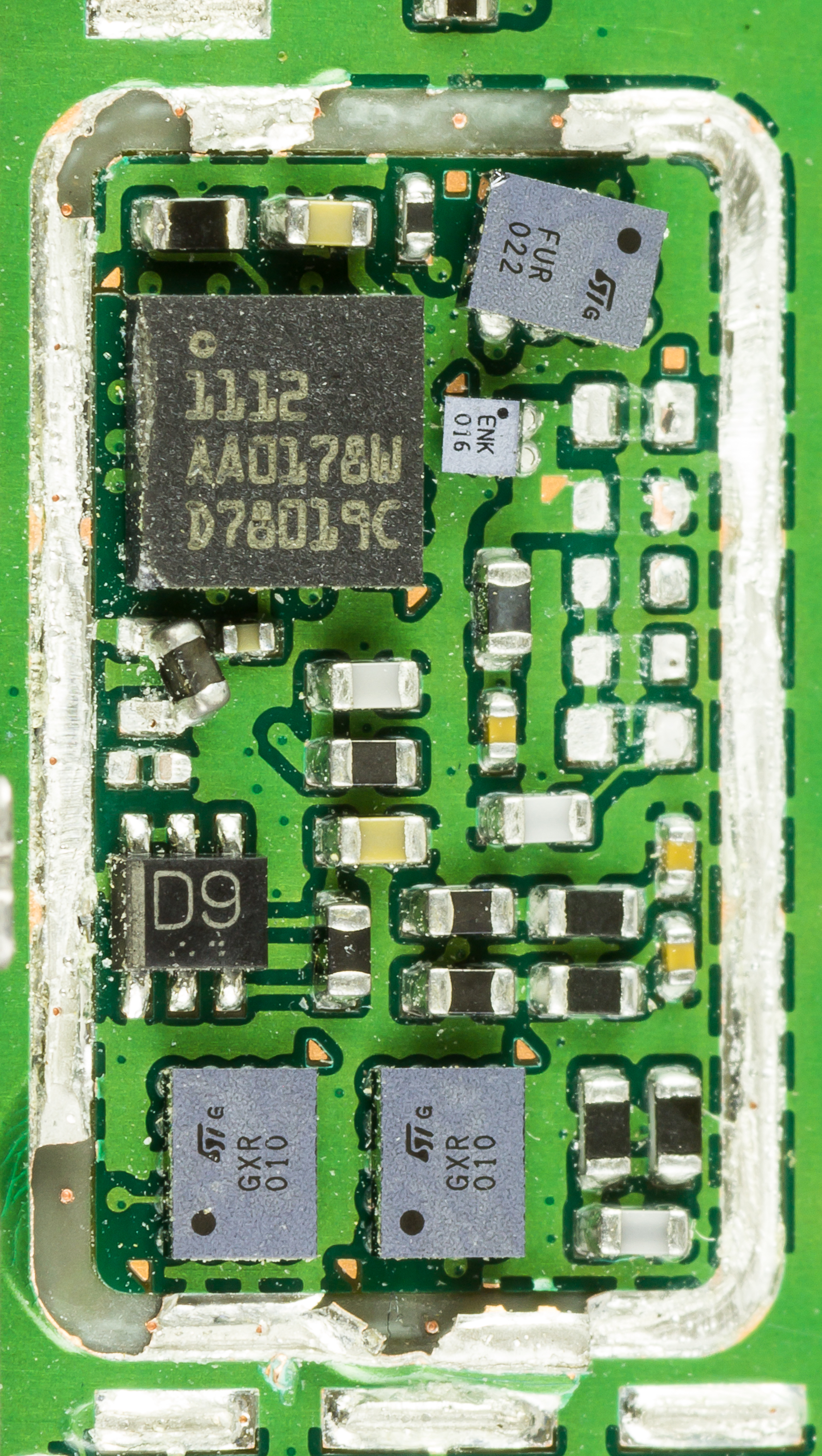
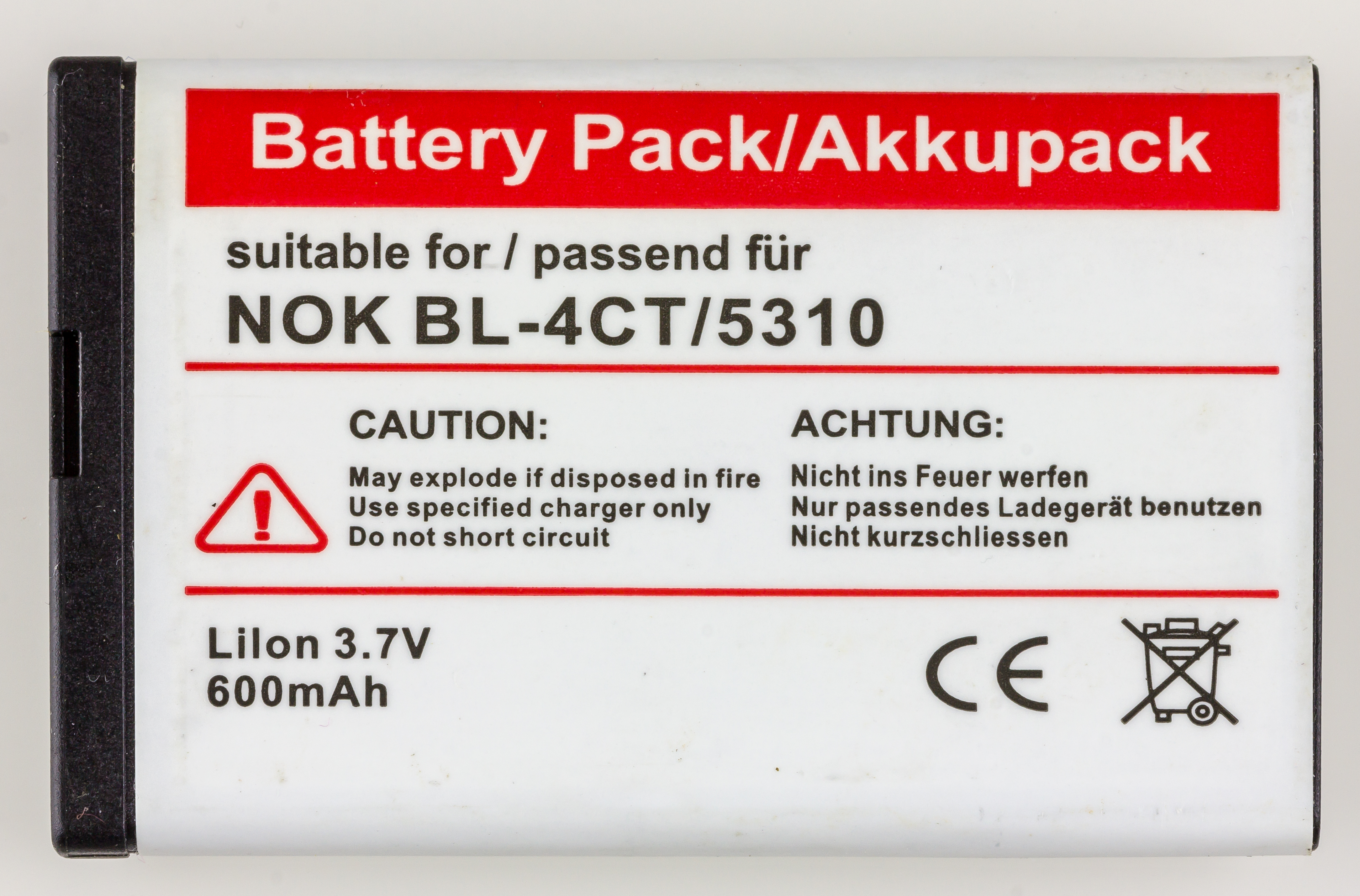